# 듀자매
듀자매는 대한민국의 음악 그룹이다. 2018년 싱글 앨범 [여행의 시작]으로 데뷔했다.

## 방송
- 듀자매의 story music (2020)

## 음반
- 여행의 시작 (2018)
- 그림 (2018)
- 뽕짝소녀 (2019)
- 기억하나요 (2019)
- INS Winter Project (2020)
- 괜찮아 다 잘될 거야 (2021)